# 蘭普魯冰川

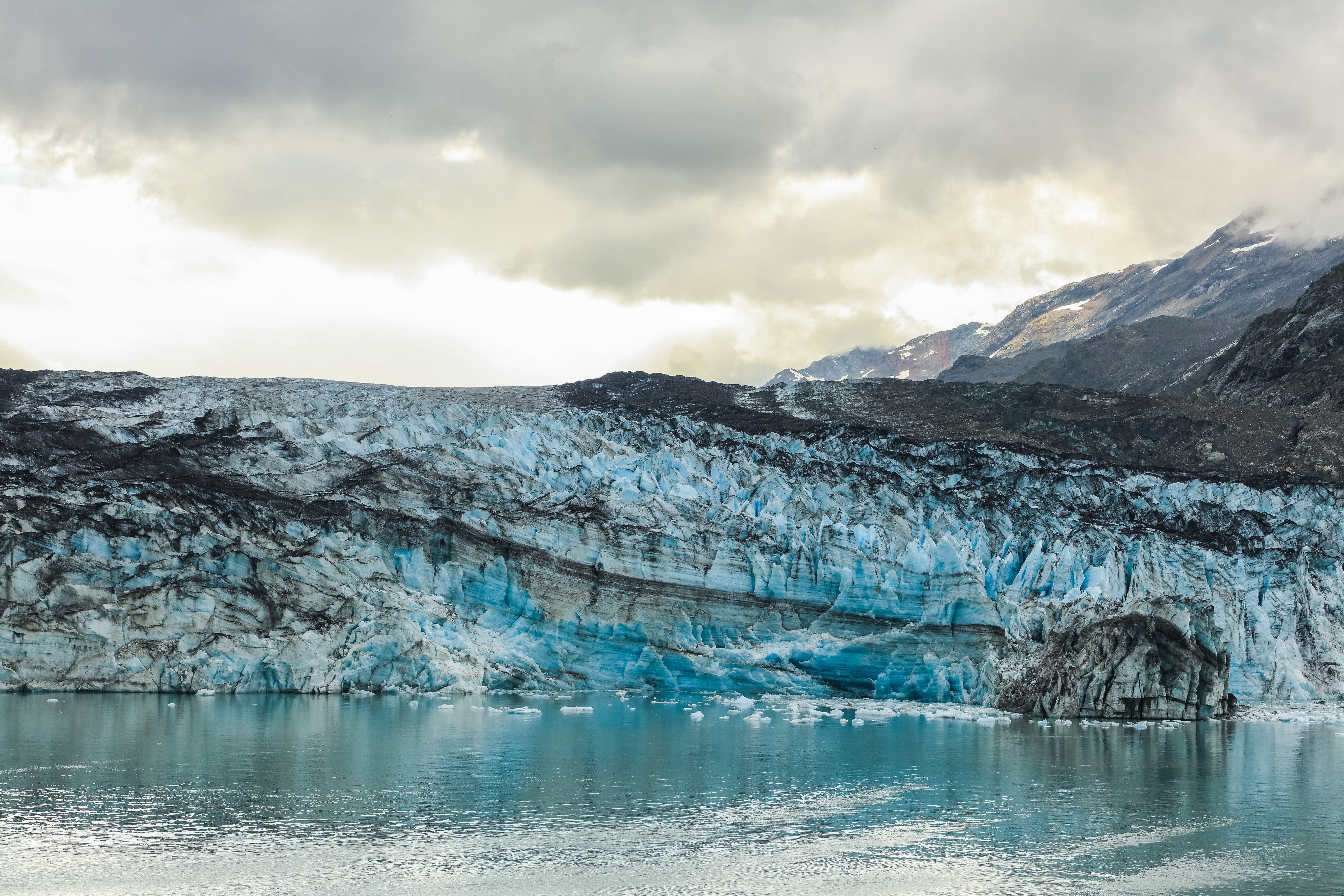
2017年的普鲁冰川

普鲁冰川（Lamplugh Glacier）是位于美国阿拉斯加州冰川灣國家公園和自然保護區境內一个长8英里(13 km) 的冰川。该冰川由美國地質調查局的劳伦斯·马丁在1912年左右命名，為的是紀念1884年曾到訪冰川湾盆地的英格兰地质学家乔治·威廉·兰普鲁。